# プヤ
プヤ（学：Puya）は、パイナップル科に含まれる属の一つ。または、プヤ属に含まれる植物の総称を指す。

## 特徴
南米のアンデス山脈に自生する多年草。葉の幅は1m以上、草丈は数メートル程にまでなる世界最大級のパイナップルである。種にもよるが、開花時期は春頃で、100年に一度しか見られない花だとされている。大きく伸ばした花茎には、500個以上のリンドウに似た形状の花を付ける。花色は種にもよるが、黄色、青色がある。受粉者はハチドリ等の鳥類にまで及ぶ。その中でも、アルペストリス種を中心に、花には珍しい翡翠色の花を咲かせる種が複数種ある。以上の性質から、アルペストリス種には2003年に（大阪市立大学名誉教授・大阪公立大学附属植物園元園長）岡田博氏よって「ヒスイラン」と言う和名が与えられた。（尚、ラン科のヒスイラン属とは別。）
生育適温は20～30℃で適度な日照がある環境を好む。乾燥状態が続くと葉先が枯れてくるため、湿度の管理には気を付ける。霧吹きや、加湿器を使うと防ぐことが可能。但し、継続した加湿状態の環境下ではカビやダニが発生しやすくなるので注意する。低温には非常に弱く、10度を下回ると低温障害の症状が発生する場合がある。パイナップル科はチランジア属や、アナナス属、ネオレゲリア属などの着生植物（エアープランツ）が多いのも特徴であるが、本属は通常の根を持ち、地面に根を張って栄養を吸収する生活形態をとっている。

## 名称について
学名の「Puya」は、チリでの現地名（マプチェ族の使用するマプチェ語）にちなむとされている。

## 種
プヤ属はプヨイデス亜属とプヤ亜属に大別される。頂上の花序の結実の有無で区別されている。参考元はこちら。

### プヤ亜属
- プヤ・アルペストリス（Puya alpestris）
- プヤ・ウェッデリアナ（Puya weddelliana）
- プヤ・カステラノシー（Puya castellanosii）
- プヤ・ギルマルティニアエ（Puya gilmartiniae）
- プヤ・ベルテロニアナ（Puya × berteroniana）
- プヤ・ボリビエンシス（Puya boliviensis）
- プヤ・チレンシス（Puya chilensis）
- プヤ・ライモンディー（Puya raimondii）

### プヨイデス亜属
- プヤ・アエクアトリアリス（Puya aequatorialis）
- プヤ・アルジェレンシス（Puya angelensis）
- プヤ・ウェーバーバウエリ（Puya weberbaueri）
- プヤ・ヴェヌスタ（Puya venusta）
- プヤ・エキシグア（Puya exigua）
- プヤ・エリンジョイデス（Puya eryngioides）
- プヤ・オブコニカ（Puya obconica）
- プヤ・オリヴァセア（Puya olivacea）
- プヤ・ギルマルティニア（Puya gilmartiniae）
- プヤ・クラウディアエ（Puya claudiae）
- プヤ・クラバハークリス（Puya clava-herculis）
- プヤ・グラフィー（Puya grafii）
- プヤ・グラブレスセンス（Puya glabrescens）
- プヤ・クリスタータ（Puya cristata）
- プヤ・コエルレア（Puya coerulea）
- プヤ・スパタセア（Puya spathacea）
- プヤ・ソディロアナ（Puya sodiroana）
- プヤ・ダシリリオイデス（Puya dasylirioides）
- プヤ・ツベローサ（Puya tuberosa）
- プヤ・ディキオイデス（Puya dyckioides）
- プヤ・ナナ（Puya nana）
- プヤ・ヌタンス（Puya nutans）
- プヤ・ハーゾギー（Puya herzogii）
- プヤ・パルビフローラ（Puya parviflora）
- プヤ・フィエブリギー（Puya fiebrigii）
- プヤ・フェルギネア（Puya ferruginea）
- プヤ・フミリス（Puya humilis）
- プヤ・ブリットニアナ（Puya brittoniana）
- プヤ・プロサナエ（Puya prosanae）
- プヤ・フロッコーサ（Puya floccosa）
- プヤ・フロマドキー（Puya hromadnikii）
- プヤ・マクラータ（Puya maculata）
- プヤ・ミクランサ（Puya micrantha）
- プヤ・ミラビリス（Puya mirabilis）
- プヤ・メジアナ（Puya meziana）
- プヤ・ラクサ（Puya laxa）